# Freddy Fazbear's Pizzeria Simulator
Freddy Fazbear's Pizzeria Simulator (vaak afgekort tot Five Nights at Freddy's 6) is een point-and-click survival horrorspel gemaakt door Scott Cawthon.